# Nodica
Nodica è una frazione del comune italiano di Vecchiano, nella provincia di Pisa, in Toscana.

## Geografia fisica
Nodica è un paese di campagna nella bassa valle del Serchio, situato tra il fiume e Lago di Massaciuccoli. A comoda distanza dalle principali città della zona (Pisa 11 km, Lucca 15 km e Viareggio 16 km), nonché dall'uscita autostradale di Pisa Nord rimane a due passi dal mare (Marina di Vecchiano) e dal Parco naturale di Migliarino, San Rossore e Massaciuccoli.

## Storia
A Nodica negli anni venti venne installata una stazione radio ricevente duplex che era collegata mediante un cavo alla stazione di Coltano. L'installazione della ricevente a Nodica è stata fatta per un motivo pratico, a Coltano sarebbe stato inutile mettere anche un ricevitore a causa dei disturbi provocati dai trasmettitori a scintilla allora adoperati. Sul ponte Solferino a Pisa passava il cavo di collegamento tra la stazione radio ricevente di Nodica (telegrafo) e quella trasmittente di Coltano. Quando i tedeschi nel 1944 dopo aver fatta saltare con mine la stazione radio di Coltano e le quattro antenne ognuna di 250 metri di altezza, fecero anche saltare il suddetto ponte. Di conseguenza il cavo si tranciò e non fu più riattivato. Dopo la guerra né la stazione di Nodica né quella di Coltano furono ricostruite.

## Monumenti e luoghi d'interesse
- Chiesa dei Santi Simone e Giuda
- Rudere della ex Stazione radio ricevente collegata con Coltano Radio